# Sulitjelma (massif)
Pour l’article homonyme, voir Sulitjelma.
Sulitjelma ou Sulitelma est un massif des Alpes scandinaves situé à la frontière entre la Norvège et la Suède. Ce massif culmine au niveau de Suliskongen, du côté norvégien, avec une altitude de 1 908 m ce qui en fait la plus haute montagne de Norvège au nord du cercle arctique. Le massif est en partie couvert par les glaciers Blåmannsisen (cinquième plus vaste de Norvège), Sulitjelmaisen (ou Salajekna) et Stuorrajekna, ce dernier étant le plus vaste de Suède,. Le nom du massif est d'origine same de Pite.

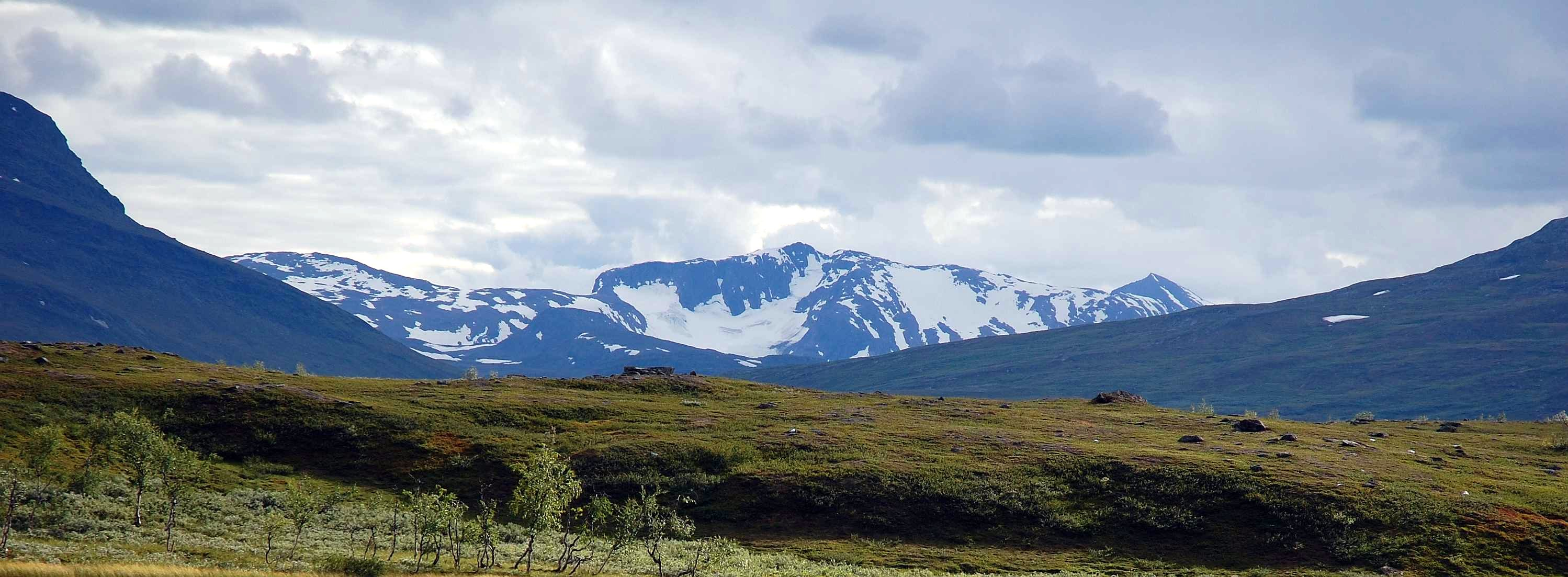
Vue d'une partie du massif depuis le parc national de Padjelanta.